# Taghaza
Taghaza är en numera obebodd stad i Sahara, belägen i nuvarande Mali. Staden låg vid ett saltproducerande område. Staden är känd från flera resebeskrivningar på 1300- och 1400-talen, bland annat av Ibn Battuta. Där grävde massufernas slavarbetare fram salt under marken och skar det i stora block, som sedan lastades på kameler. Husen i staden var byggda av saltblock med tak av kamelskinn. Staden svärmade med flugor, och de heta sandstormarna gjorde många av stadens invånare blinda. Det producerades ingen mat i staden, utan människorna som levde där levde på kamelkött, dadlar och hirs som fraktades dit med karavaner. Men trots att det var verkade vara en ohälsosamt samhälle att leva i, gjordes det stora affärer guld för det salt som fanns där.
Numera finns endast ruiner kvar av staden.